# Donji pisk kod Ložišća
Donji pisk ili Stara voda kod sela Ložišća, općina Milna, zaštićeno kulturno dobro.

## Opis
Istočno od naselja Ložišća jedno je od najvećih sabirališta vode na otoku. Bazeni za kaptažu pune se prirodnim padom vode niz naplov na sjeveru. Široke pristupne rampe s kamenim rubnjacima vode do kamenica za pojenje stoke i sustava obzidanih bazena. Ova instalacija izgrađena je u prvoj pol. 19. st. i ubraja se u kulturna dobra industrijske arheologije te pokazuje visoki domet tehničkih znanja u kultiviranju agrarnog krajolika.

## Zaštita
Pod oznakom Z-1873 zavedeni su kao nepokretno kulturno dobro - pojedinačno, pravna statusa zaštićena kulturnog dobra.